# Bayerische Staatsgemäldesammlungen

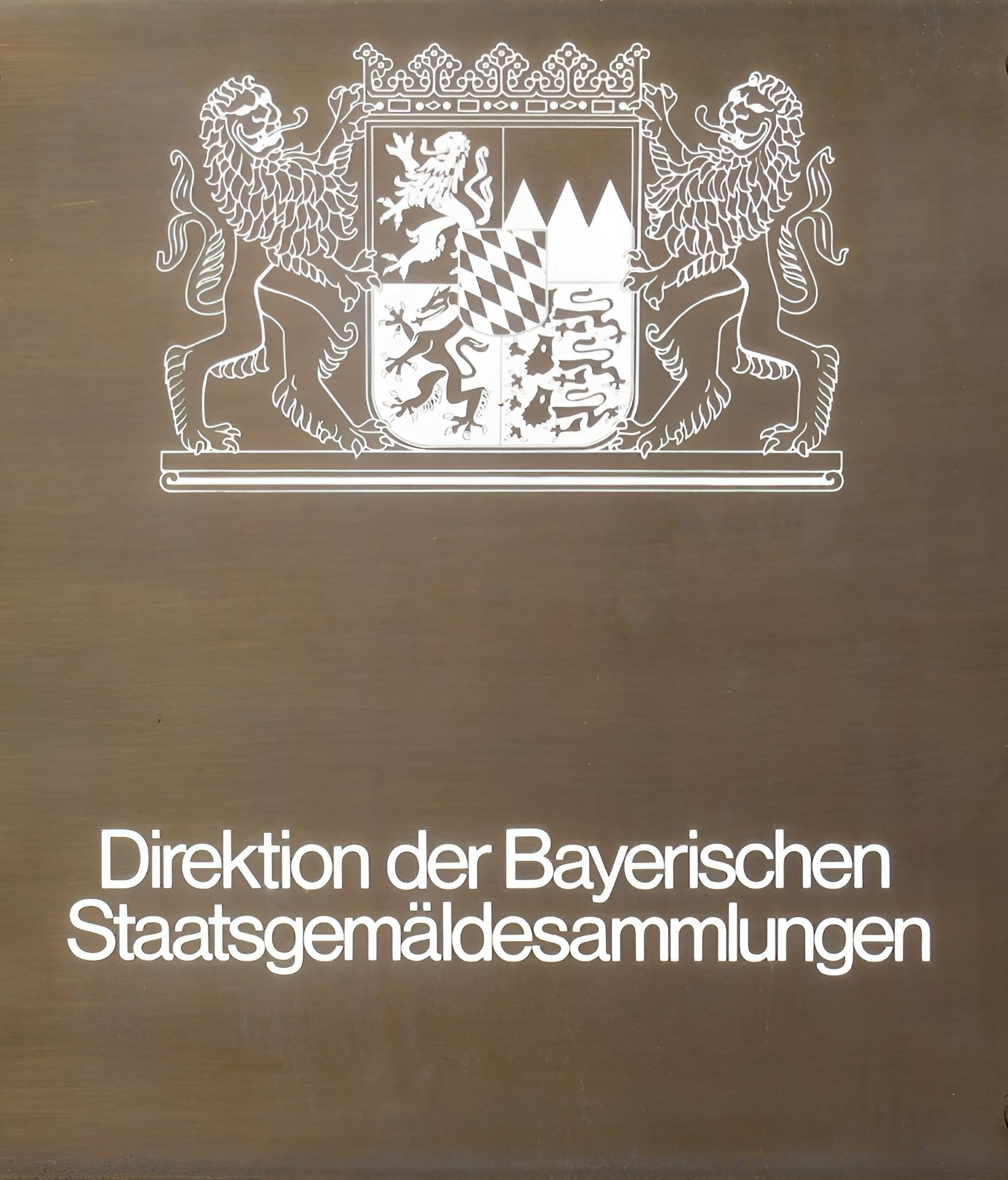
Schild „Direktion der Bayerischen Staatsgemäldesammlungen“

Die Bayerischen Staatsgemäldesammlungen betreuen einen wesentlichen Teil des Gemälde- und Kunstbesitzes des Freistaates Bayern. Kunsthistoriker verschiedener Spezialgebiete, Naturwissenschaftler und Restauratoren des angeschlossenen Doerner Instituts wirken mit zahlreichen weiteren Mitarbeitern daran, den großen Bestand von mehr als 30.000 Objekten zu verwalten, zu erhalten und wissenschaftlich zu erschließen.

## Museen
Zu den Bayerischen Staatsgemäldesammlungen gehören folgende Museen und Sammlungen:
- in München:
  - Alte Pinakothek
  - Neue Pinakothek
  - Sammlung Moderne Kunst in der Pinakothek der Moderne
  - Museum Brandhorst
  - Sammlung Schack

und als Filialgalerien:
- in Ansbach: Staatsgalerie in der Residenz Ansbach
- in Aschaffenburg: Staatsgalerie im Schloss Johannisburg
- in Augsburg:
  - Staatsgalerie Altdeutsche Meister in der ehemaligen Katharinenkirche
  - Staatsgalerie Moderne Kunst im Glaspalast (bis 2019[1])
- in Bamberg: Staatsgalerie in der Neuen Residenz
- in Bayreuth: Staatsgalerie im Neuen Schloss
- in Burghausen: Staatsgalerie in der Burg
- in Füssen: Staatsgalerie im Hohen Schloss
- in Neuburg an der Donau: Staatsgalerie – Flämische Barockmalerei
- in Oberschleißheim: Staatsgalerie im Neuen Schloss Schleißheim
- in Ottobeuren: Staatsgalerie in der Benediktiner-Abtei
- in Tegernsee: Olaf-Gulbransson-Museum im Kurpark
- in Würzburg: Staatsgalerie in der Residenz Würzburg

In einem von den Bayerischen Staatsgemäldesammlungen herausgegebenen zwei Bände umfassenden Katalog beschreibt Generaldirektor Bernhard Maaz 1000 Werke aus den Museen, Sammlungen und Filialgalerien der Pinakotheken. Der erste Band „Vom Mittelalter zur Aufklärung“ ist den frühen Werken in den Pinakotheken gewidmet, mit dem Schwerpunkt Albrecht Dürer. Band 2 umfasst Werke „Von der Romantik zur Moderne“.
- Bernhard Maaz: „Die Gemälde der Münchner Pinakotheken: Band 1: Vom Mittelalter zur Aufklärung. Band 2: Von der Romantik zur Moderne“. Hirmer, München, 2022, ISBN 377743938X.

## Verwaltung
Vorgänger der Direktion der Bayerischen Staatsgemäldesammlungen war die 1799 errichtete „Centralgemäldegaleriedirektion“. Der Verwaltungssitz der Bayerischen Staatsgemäldesammlungen befindet sich im Gebäude der Neuen Pinakothek in München. Während der Sanierung der Neuen Pinakothek befinden sich die Räumlichkeiten der Verwaltung im Brienner Forum in der Richard-Wagner-Straße.
Generaldirektor ist seit April 2025 interimistisch Anton Biebl, vormalig Münchner Kulturreferent; vor ihm seit April 2015 Bernhard Maaz als Nachfolger von Klaus Schrenk (März 2009 bis Oktober 2014), Reinhold Baumstark (1999–2009), Peter-Klaus Schuster (1998–1999), Johann Georg Prinz von Hohenzollern (1991–1998), Hubertus Falkner von Sonnenburg (1987–1991), Erich Steingräber (1969–1987), Halldor Soehner 1965–1969, Kurt Martin (1957–1964), Eberhard Hanfstaengl (1945–1953), Ernst Buchner (1933–1945; 1953–1957), Friedrich Dörnhöffer (1912–1933) und Hugo von Tschudi (1909–1912).

Der Generaldirektor erhält heute Bezüge der Besoldungsgruppe 4 der Besoldungsordnung B.  Die Direktion ist organisatorisch im Geschäftsbereich des Bayerischen Staatsministeriums für Wissenschaft und Kunst angesiedelt.

## Werke und Sammlungen
Die Bayerischen Staatsgemäldesammlungen zählen zu den bedeutendsten Gemäldesammlungen weltweit. Zahlreiche Exponate sind in den Gebäuden im Kunstareal München ausgestellt. Wichtige Einzelsammlungen sind:
- Sammlungen der Alten Pinakothek und der Neuen Pinakothek, die auf Initiative Ludwigs I. von Bayern entstanden und die Sammlungen der Wittelsbacher zusammenfassten.
- Sammlung Hugo von Tschudi
- Sammlung Schack (bis 2009 Schack-Galerie)
- Sammlung Sophie und Emanuel Fohn
- Sammlung Brandhorst
- Sammlung Moderne Kunst
- Sammlung der klassischen Moderne

1937 wurden im Rahmen einer deutschlandweiten konzertierten Aktion von den Nationalsozialisten aus dem Museum eine große Zahl von Werken als „entartete“ Kunst beschlagnahmt.

## NS-Raubkunst
Seit Inkrafttreten der Washingtoner Erklärung im Jahr 1998 haben die Bayerischen Staatsgemäldesammlungen 24 Werke als Raubkunst anerkannt und restituiert.
2016 berichtete die Süddeutsche Zeitung, dass die Bayerischen Staatsgemäldesammlungen bis in die 1970er Jahre hinein NS-Raubkunst verkauft hatten. Die Kunstwerke waren ihnen nach 1945 von den Amerikanern überlassen worden mit der Auflage, sie den ursprünglichen Besitzern zurückzugeben. Dies wurde ignoriert und die Kunstwerke entweder verkauft, in die staatlichen Gemäldesammlungen integriert oder sogar an die NS-Funktionäre selbst bzw. deren Angehörige zurückgegeben.
Die Bayerischen Staatsgemäldesammlungen wiesen nach dem Bericht darauf hin, dass sie seit langem eine intensive Provenienzforschung im Sinne der Washingtoner Erklärung betrieben und dabei alle Gemälde und Skulpturen untersuchten, die nach 1933 erworben und vor 1945 entstanden sind. Die Archive der Staatsgemäldesammlungen seien für Erben, Erbenvertreter und externe Forscher einsehbar, Ergebnisse der Provenienzforschung seien mehrfach veröffentlicht worden.
Im Jahr 2008 wurde in den Bayerischen Staatsgemäldesammlungen das Referat Provenienzforschung gegründet, ihm wurde zunächst eine kunsthistorische Vollzeitstelle zugeordnet. 2012 kam eine weitere halbe Stelle dazu, darüber hinaus wird mit befristetem wissenschaftlichen Personal, u. a. aus dem Bereich Zeitgeschichte, gearbeitet. Das Referat soll sich langfristig und systematisch mit der Herkunft der insgesamt 7000 Kunstwerke beschäftigen, die in der Zeit des Nationalsozialismus erworben wurden und bis zum Ende des Zweiten Weltkriegs entstanden sind. Ein Schwerpunkt liegt bei den vom bayerischen Finanzministerium 1961 verharmlosend so titulierten „Überweisungen aus Staatsbesitz“: Dabei handelt es sich um 887 Kunstwerke aus dem Privatbesitz hochgestellter Funktionäre und Organisationen der NSDAP wie z. B. Adolf Hitler, Hermann Göring und Martin Bormann. Der Freistaat Bayern konnte sich diese Kunstgegenstände aufgrund von Verfügungen der Alliierten sichern und an die Bayerischen Staatsgemäldesammlungen überweisen. Laut einer Publikation der Institution wurden bis zum Jahresende 2020 alle Werke einer Erstprüfung unterzogen. Aktuell haben die Bayerischen Staatsgemäldesammlungen bei der Lost-Art-Datenbank des deutschen Zentrums Kulturgutverluste Lost Art 387 Fundmeldungen gemeldet (Stand: 17. März 2025). Seit 1998 haben die Bayerischen Staatsgemäldesammlungen 24 Werke aus 15 Sammlungen und einen Bilderrahmen restituiert. Die den Themenkomplex betreffenden Dokumente sind seit 2019 im Bayerischen Hauptstaatsarchiv frei zugänglich.

## Debatte um den Umgang mit NS-Raubkunst im Frühjahr 2025
Im Februar und März 2025 berichteten hingegen die Süddeutsche Zeitung und der Standard, dass bei rund 200 als Raubkunst in der internen Museumsdatenbank MuseumPLUS in der Provenienzampel als rot und 800 als orange gekennzeichneten Werke die »prioritäre Forschung« unterlassen wurde sowie Erben und Anwälte nicht informiert wurden.
Es wurde weiter darüber berichtet, dass bereits im Jahr 2022 in der Generaldirektion der Bayerischen Staatsgemäldesammlungen intern heftige Debatten über den Umgang mit den ca. 1000 Exponaten unter Raubkunstverdacht geführt wurden.
Die Anwälte der Erben von Alfred Flechtheim, Paul von Mendelssohn-Bartholdy, der Kunsthandlung Brüder Lion u. a. wegen eines Kunstwerks von Friedrich von Amerling und der jüdischen Kunstsammlerin Therese Brettauer wegen eines Kunstwerks von Ferdinand Georg Waldmüller kritisierten, dass die Ansprüche zum Teil schon seit 2008 gegen die Washingtoner Prinzipien nicht behandelt und systematisch verschleppt worden seien. Man habe seit 2008 trotz der Kenntnisse von Raubkunst in hunderten Fällen weder nach den Erben, noch nach fairen und gerechten Lösungen gesucht.
Ein Anwalt der Erben sagte, dass in den Bayerischen Staatsgemäldesammlungen »Abwehrforschung« betrieben und etwaige Anspruchsberechtigte zu Bittstellern degradiert werden.
Diese Anschuldigungen wurden von den Bayerischen Staatsgemäldesammlungen für nicht zutreffend erklärt und in einer Presseerklärung die eigene Sichtweise dargestellt.
Charlotte Knobloch erklärte demgegenüber in der SZ, dass das Vertrauen in die Glaubwürdigkeit von Politik und Museen in Sachen Restitution geraubten Gutes erschüttert sei und nicht verspielt werden dürfe.
Der Arbeitskreis Provenienzforschung kritisiert gegenüber den in der SZ und weiteren Medien formulierten Anschuldigungen in einem Statement vom 7. März 2025 das „extrem verkürzte Bild in der medialen Berichterstattung“, das nicht zur Aufklärung beitrage, sondern Halbwahrheiten befördere oder pauschale Anschuldigungen konstruiere. Er verweist auf den „langwierigen und komplexen Prozess“ der Provenienzforschung, „der differenzierte Analysen und eine fortlaufende kritische Prüfung der eigenen Einschätzungen erfordert“ und fordert von Medien und Kritikern „Besonnenheit statt Eskalation“.